# 중앙 아메리칸 게임 야구
중앙 아메리칸 게임 야구는 1977년 중앙 아메리칸 게임부터 정식종목으로 시작된 경기 종목이다. 중앙 아메리칸 게임 회원국은 7개국이고 소프트볼 종목만 출전하는 벨리즈를 제외한 나머지 6개국이 야구 종목에 주로 출전한다. 

## 중앙 아메리칸 게임 회원국
- 과테말라
- 니카라과
- 벨리즈
- 엘살바도르
- 온두라스
- 코스타리카
- 파나마

## 대회 결과
| 연도 | 개최지                 |            | 금메달     | 은메달              | 동메달 |
| ---- | ---------------------- | ---------- | ---------- | ------------------- | ------ |
| 1977 | 엘살바도르 산살바도르  | 니카라과   | 파나마     | 엘살바도르          |        |
| 1986 | 과테말라 과테말라 시티 | 니카라과   | 코스타리카 | 온두라스            |        |
| 1990 | 온두라스 테구시갈파    | 엘살바도르 | 니카라과   | 온두라스            |        |
| 1994 | 엘살바도르 산살바도르  | 니카라과   | 과테말라   | 엘살바도르          |        |
| 1997 | 온두라스 산페드로술라  | 파나마     | 니카라과   | 온두라스            |        |
| 2001 | 과테말라 과테말라 시티 | 니카라과   | 과테말라   | 엘살바도르          |        |
| 2006 | 니카라과 마나과        | 니카라과   | 과테말라   | 온두라스            |        |
| 2010 | 파나마 파나마시티      | 파나마     | 니카라과   | 코스타리카          |        |
| 2013 | 코스타리카 산호세      | 니카라과   | 파나마     | 엘살바도르          |        |
| 2017 | 니카라과 마나과        | 니카라과   | 파나마     | 엘살바도르 과테말라 |        |

## 메달 집계
| 순위 | 국가       | 금메달 | 은메달 | 동메달 | 합계 |
| ---- | ---------- | ------ | ------ | ------ | ---- |
| 1    | 니카라과   | 7      | 3      | 0      | 10   |
| 2    | 파나마     | 2      | 3      | 0      | 5    |
| 3    | 엘살바도르 | 1      | 0      | 5      | 6    |
| 4    | 과테말라   | 0      | 3      | 1      | 4    |
| 5    | 코스타리카 | 0      | 1      | 1      | 2    |
| 6    | 온두라스   | 0      | 0      | 4      | 4    |